# Xavier de Scitivaux
Pour les articles homonymes, voir Scitivaux.
Xavier de Scitivaux de Greische (Rosnay (Indre), 2 août 1910 - Fréjus, 13 mars 1978) est un militaire français, Compagnon de la Libération. Engagé dans la marine avant la guerre, il est mobilisé en tant qu'aviateur au début de la Seconde Guerre mondiale. N'acceptant pas la défaite, il s'engage dans les forces françaises libres et prend part à la guerre du désert et aux campagnes de bombardement sur le front de l'ouest avant d'être démobilisé et de devenir gérant d'entreprise.

## Biographie

### Avant-guerre
Fils d'un officier de cavalerie tué pendant la Première Guerre mondiale, Xavier de Scitivaux nait le 2 août 1910 à Rosnay dans l'Indre. Il est le frère aîné de Philippe de Scitivaux. Il passe les deux parties de son baccalauréat à Poitiers en 1926 et à Rennes en 1927. Il s'engage dans la marine en juillet 1929 jusqu'en 1932.

### Afrique du nord
Il est mobilisé en 1939 et affecté à la base aérienne d'Avord avant d'entrer en école de pilotage à Bourges. Promu caporal, il est ensuite à la base-école de La Rochelle mais quitte celle-ci devant l'avancée des allemands. Refusant la défaite, il embarque le 20 juin 1940 à Saint-Jean-de-Luz en direction de l'Angleterre où il arrive le 23 juin. Promu sergent-chef au sein des forces aériennes françaises libres, il suit un entraînement dans une Operational Training Unit avant d'être intégré à l'escadrille Topic. Au début de l'année 1941, il fait partie des six pilotes choisi pour former l'Escadrille française de chasse n°1. Suivant un entraînement à Ismaïlia, il est ensuite envoyé à Tobrouk. Participant à la guerre du désert, il effectue des missions d'attaque au sol sur des convois motorisés allemands. Le 11 avril 1941, l'appareil de Xavier de Scitivaux est abattu par la Flak. Malgré d'importantes blessures et un atterrissage forcé derrière les lignes ennemies, il parvient à rejoindre sa base après une marche de plus de trente kilomètres en plein désert. Promu sous-lieutenant, il est soigné à l'hôpital d'Héliopolis puis est muté à l'état-major des forces aériennes françaises libres au Moyen-Orient.

### Front de l'ouest et après-guerre
Promu lieutenant en 1942, il retourne en Angleterre en septembre 1943 pour être affecté au Quartier-Général de l'Air. Puis, après un nouveau passage en Operational Training Unit de juillet à octobre 1944, il rejoint les rangs du Groupe de bombardement Lorraine jusqu'en janvier 1945.  Démobilisé en août 1945, il devient gérant d'entreprise, puis prend sa retraite à Saint-Tropez où il meurt le 13 mars 1978.

## Décorations
|  |  |  |
|  |  |  |

| Officier de la Légion d'honneur        | Officier de la Légion d'honneur        | Compagnon de la Libération     | Compagnon de la Libération     | Croix de Guerre 1939-1945 | Croix de Guerre 1939-1945 |
| Médaille coloniale Avec agrafe "Libye" | Médaille coloniale Avec agrafe "Libye" | Médaille des blessés de guerre | Médaille des blessés de guerre | Ordre du Mérite (Syrie)   | Ordre du Mérite (Syrie)   |